# محمد علي موحد ابطحي
محمّد علي مرتضى محمّد علي الموسوي الموحّد الأبطحي الأصفهاني. ولد في الثامن والعشرين من صفر 1349 هـ بمدينة أصفهان في إيران.

## دراسته
بدأ بدراسة العلوم الدينية في مسقط رأسه، وعمره ثمان سنوات، ثمّ سافر إلى قم ـ وعمره خمس عشرة سنة ـ لإكمال دراسته الحوزوية، ثمّ سافر على النجف عام 1374 هـ لإكمال دراسته الحوزوية العليا، ثمّ رجع إلى أصفهان عام 1394 هـ، وبعدها جاء إلى قم، واستقرّ بها حتّى توفي.

## أساتذته
- أبوه مرتضى،
- محمّد الحجة الكوهكمري،
- محمد حسين الطباطبائي،
- حسين البروجردي،
- عبد الهادي الشيرازي،
- محمود الشاهرودي،
- محسن الحكيم،
- جمال الدين الكلبايكاني،
- أبو القاسم الخوئي،
- محمّد باقر القزويني.

## تلامذته
- محمد باقر الحكيم،
- مسلم الداوري،
- أحمد المددي،
- مهدي الحائري القزويني،
- حسن نظام الدين.

## من أقوال العلماء فيه
قال الشيخ محمد هادي الأميني في معجم رجال الفكر والأدب في النجف: «عالم متضلع، ومجتهد خبير، ومؤلّف متتبّع محقّق، كثير البحث والمطالعة والتصنيف».

## مؤلفاته
- تهذيب المقال في تنقيح كتاب الرجال للشيخ النجاشي (5 مجلّدات)،
- الإمام الحسين في أحاديث الفريقين (مجلّدان)،
- مصادر فقه الشيعة (مجلّدان)،
- تاريخ آل زرارة،
- نتيجة الفكر في تنقيح رجال المعتبر،
- السفينة الناجية،
- التعليقة لمناسك الحجّ والعمرة،
- شرح تكملة رسالة أبي غالب الزراري في آل أعين للشيخ الغضائري،
- الغدير.

ومن مؤلّفاته باللغة الفارسية:
- مسائلى از فقه شيعه (رسالته العملية)،
- مناسك حج و عمره،
- بررسى و تحليل و نقد پيش نوسيى قانون أساسى.

## وفاته
تُوفّي في الثالث عشر من رجب 1423هـ بإحدى مستشفيات طهران، ونُقل إلى قم، ودُفن في حسينيته.